# Ungra
Ungra is een Roemeense gemeente in het district Brașov.

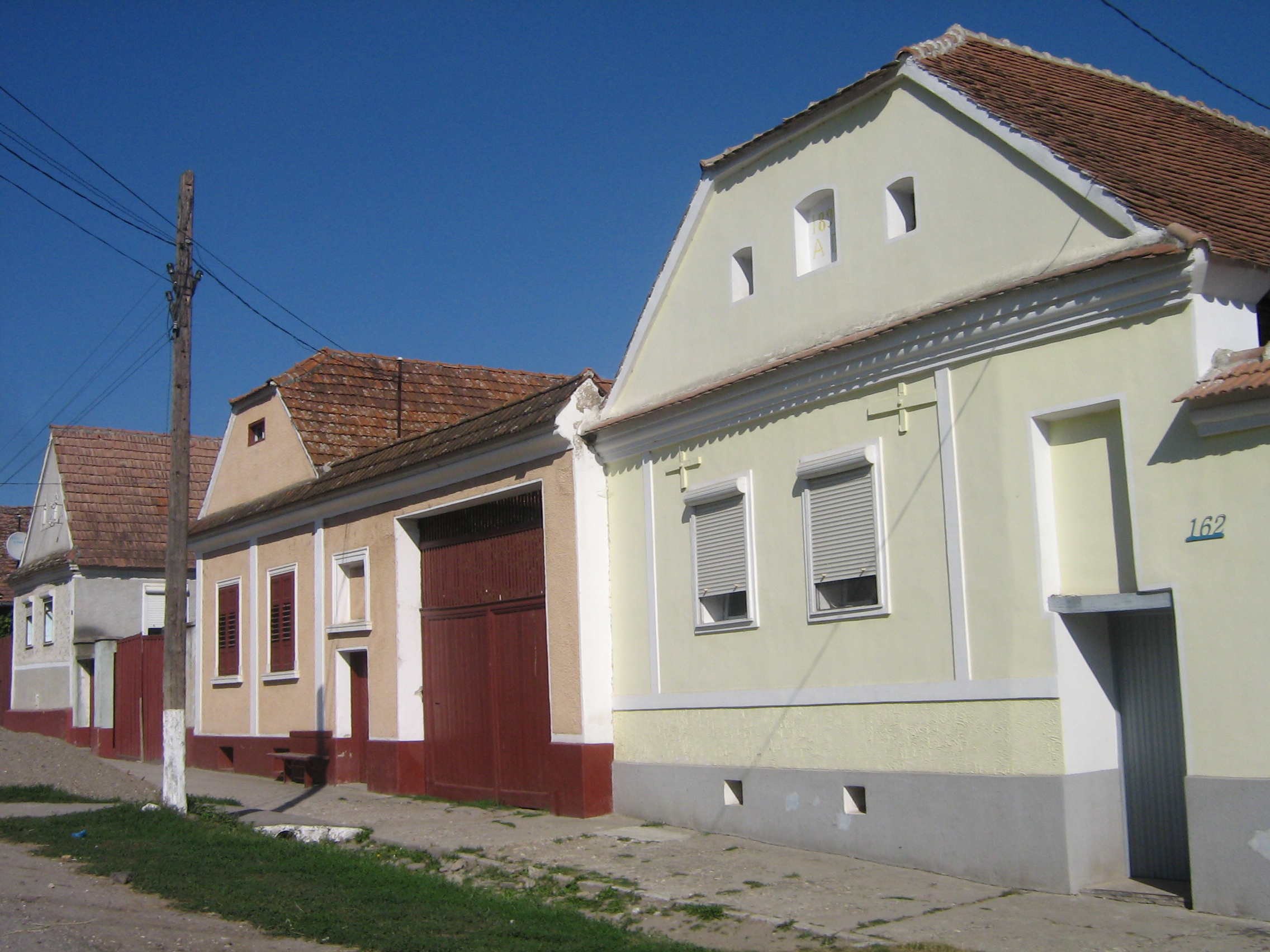

Ungra telt 2144 inwoners.